# باتر خیرخان
باتر خیرخان (به لاتین: Baatar Khairkhan) یک رشته‌کوه در مغولستان است که در استان خاود واقع شده‌است. باتر خیرخان ۳٬۹۸۴ متر بالاتر از سطح دریا واقع شده‌است.